# Nanophyton
Nanophyton är ett släkte av amarantväxter. Nanophyton ingår i familjen amarantväxter.
Kladogram enligt Catalogue of Life:
| Nanophyton | \| \| Nanophyton botschantzevii \| \| \| \| \| \| Nanophyton erinaceum \| \| \| \| \| \| Nanophyton grubovii \| \| \| \| \| \| Nanophyton saxatile \| \| \| \| |
|            | \| \| Nanophyton botschantzevii \| \| \| \| \| \| Nanophyton erinaceum \| \| \| \| \| \| Nanophyton grubovii \| \| \| \| \| \| Nanophyton saxatile \| \| \| \| |
|            | Nanophyton botschantzevii |
|            | |
|            | Nanophyton erinaceum |
|            | |
|            | Nanophyton grubovii |
|            | |
|            | Nanophyton saxatile |
|            | |